# Good Design Award
Ne doit pas être confondu avec Good Design Awards.
Le Good Design Award (グットデザイン賞) est un système japonais d'évaluation et de récompense en matière de design industriel, placé sous l'égide de la Japan Industrial Design Promotion Organization (JIDPO) (« Organisation japonaise de promotion du design industriel »). L'origine de ce système remonte au Good Design Selection System (connu sous le nom de G-Mark System) institué par le Ministère de l'Économie, du Commerce et de l'Industrie (METI) du Japon en 1957.
Le Good Design Award a lieu une fois par an. Il est composé de plusieurs étapes : les inscriptions (avant avril), une première puis une seconde évaluation, l'attribution des récompenses puis l'annonce des résultats le 1er octobre.
Les éléments qui permettent l'évaluation d'un objet sont l'esthétique, la sécurité, la fiabilité, son adéquation aux besoins du consommateur, son rapport qualité prix, sa fonctionnalité et ses performances, sa facilité d'emploi et son attractivité. Chaque année, les résultats sont publiés dans le Japan design : Good Design Award year book.
En 2016, la projection cartographique Authagraph remporta le Good Design Grand Award.
À ne pas confondre avec les Good Design Awards qui est un prix de design décerné par le Chicago Athenaeum.

## Sources
- (en) Cet article est partiellement ou en totalité issu de l’article de Wikipédia en anglais intitulé « Good Design Award » (voir la liste des auteurs).
- Good Design Award
- Japan Industrial Design Promotion Organization